# Витгенштейн, Лев Петрович
Граф, затем (с 1834) светлейший князь Ле́в Петро́вич Витгенште́йн (Ludwig Adolf Friedrich zu Sayn-Wittgenstein-Sayn; 7 июня 1799 — 8 июня 1866) — один из богатейших помещиков Российской империи, ротмистр лейб-гвардии Кавалергардского полка, член Союза благоденствия и Южного общества.

## Биография
Старший сын генерал-фельдмаршала графа Петра Xристиановича Витгенштейна (из немецкого владетельного дома Витгенштейнов) и статс-дамы Антуанетты Станиславовны Снарской. Получил светское образование в Главном немецком училище св. Петра (Петришуле), в котором учился c 1808 по 1815 год. Закончил Пажеский корпус и вступил в службу корнетом в лейб-гвардии Кавалергардский полк — 20 апреля 1817 года, полковой адъютант — 22 сентября 1818 года, поручик — 8 февраля 1819.
С 16 января 1820 года флигель-адъютант императора Александра I. В 1821 году был с императором на Лайбахском конгрессе, посылался с дипломатическими поручениями в Париж и Лондон, был на коронации английского короля Георга IV. С 25 июня 1821 года штабс-ротмистр, ротмистр с 8 февраля 1824 года. С 1825 года флигель-адъютант императора Николая I; командир эскадрона с сентября 1826 года по февраль 1827 года.

## Декабрист
Военная карьера графа Витгенштейна приостановилась, когда в 1826 году было выявлено его участие в Союзе благоденствия и Южном обществе, за что он был привлечён к следствию по делу декабристов. Члены Южного общества, Н. М. Муравьев, С. Г. Волконский, Н. Я. Булгари, В. Толстой и Л. И. Поливанов, показали, что в 1821 году для привлечения кандидатов в тайное общество граф Витгенштейн вместе с П. И. Пестелем ездил в Полтаву.
Используя служебные поездки из Петербурга в Тульчин, он исполнял роль связного между Северным и Южным обществами. Декабрист князь А. П. Барятинский признался, что в 1820 году привлек графа Витгенштейна к Союзу благоденствия и они оба следили за его отцом, П. Х. Витгенштейном, а информацию передавали Пестелю.
На допросе граф Витгенштейн показал, что после возвращения из Лайбаха узнал об уничтожении общества, и с тех пор совершенно был уверен, что оно более не существует. Принимая во внимание заслуги его отца, император Николай I предписал следственному комитету принять оправдательное решение в его отношении. Графа Витгенштейна было «высочайше повелено не считать причастным к делу». По ходатайству отца 30 ноября 1827 года он был освобождён по болезни от фронта, а 14 сентября 1828 года освобождён от службы с награждением чина полковника.

## В отставке

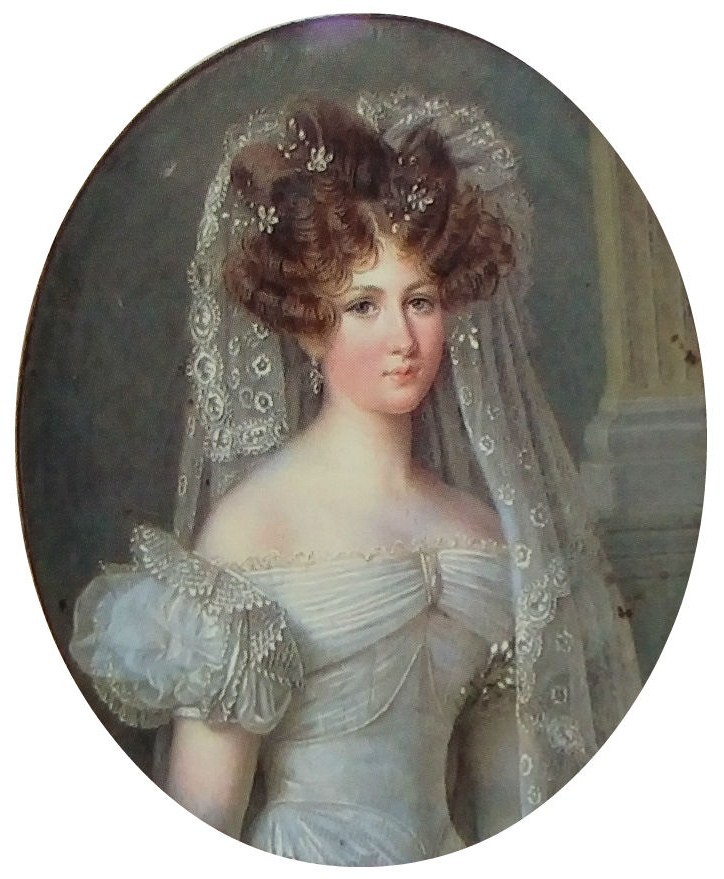
Стефания Радзивилл в свадебном платье (1828)

Выйдя в отставку, граф Витгенштейн много времени посвятил управлению обширными владениями в Белоруссии и на Украине, включая Мирский замок, которые достались ему после ранней смерти первой жены Стефании, наследницы несвижских Радзивиллов. В её честь в своем имении Дружноселье, купленном в 1826 году для него отцом, по проекту А. П. Брюллова он построил костёл.
Близкая подруга Стефании, А. О. Смирнова, вспоминала, что влюблённый в Витгенштейна князь Волконский подарил ему дачу Павлино на Петергофской дороге. Стефания была против таких подарков. Накануне свадьбы она добилась, чтобы граф продал Павлино, а вырученные деньги (40 000 ассигнациями) передал своей прежней любовнице, от которой у него были дети.
Наследство Стефании приходилось отстаивать в судах с Тышкевичами и другими потомками литовских магнатов. Князь Витгенштейн поручил ведение дел в судах некому Антону Кожуховскому, который получил за то несколько тысяч душ крестьян. Хотя Кожуховский везде следовал за своим покровителем, по свидетельству современника, «Витгенштейн не имел к нему никакого уважения, потому что часто при других хлопал его по лысине ладонью, на что тот подло и униженно улыбался».
Овдовев, Витгенштейн вступил в скандальную связь с женой князя А. А. Суворова. Чтобы положить конец любовным похождениям вдовца, императрица Александра Фёдоровна лично подыскала ему молодую жену в лице его двоюродной племянницы — княжны Леониллы Барятинской, восхитительной красавицы, чьи «бархатные глаза и соболиные брови наделали много шума в свете».
Вместе с отцом получил титул светлейшего князя в Прусском королевстве (16 июня 1834 года). В октябре 1834 года он женился на княжне Барятинской. Приданое состояло из одного только движимого имущества. Свадьба состоялась в Большой церкви Зимнего дворца в присутствии всей императорской фамилии во главе с императором. (В 1828 году Николай I не явился на церемонию венчания графа Витгенштейна с его первой женой из-за его участия в заговоре декабристов, что сильно обидело молодых).

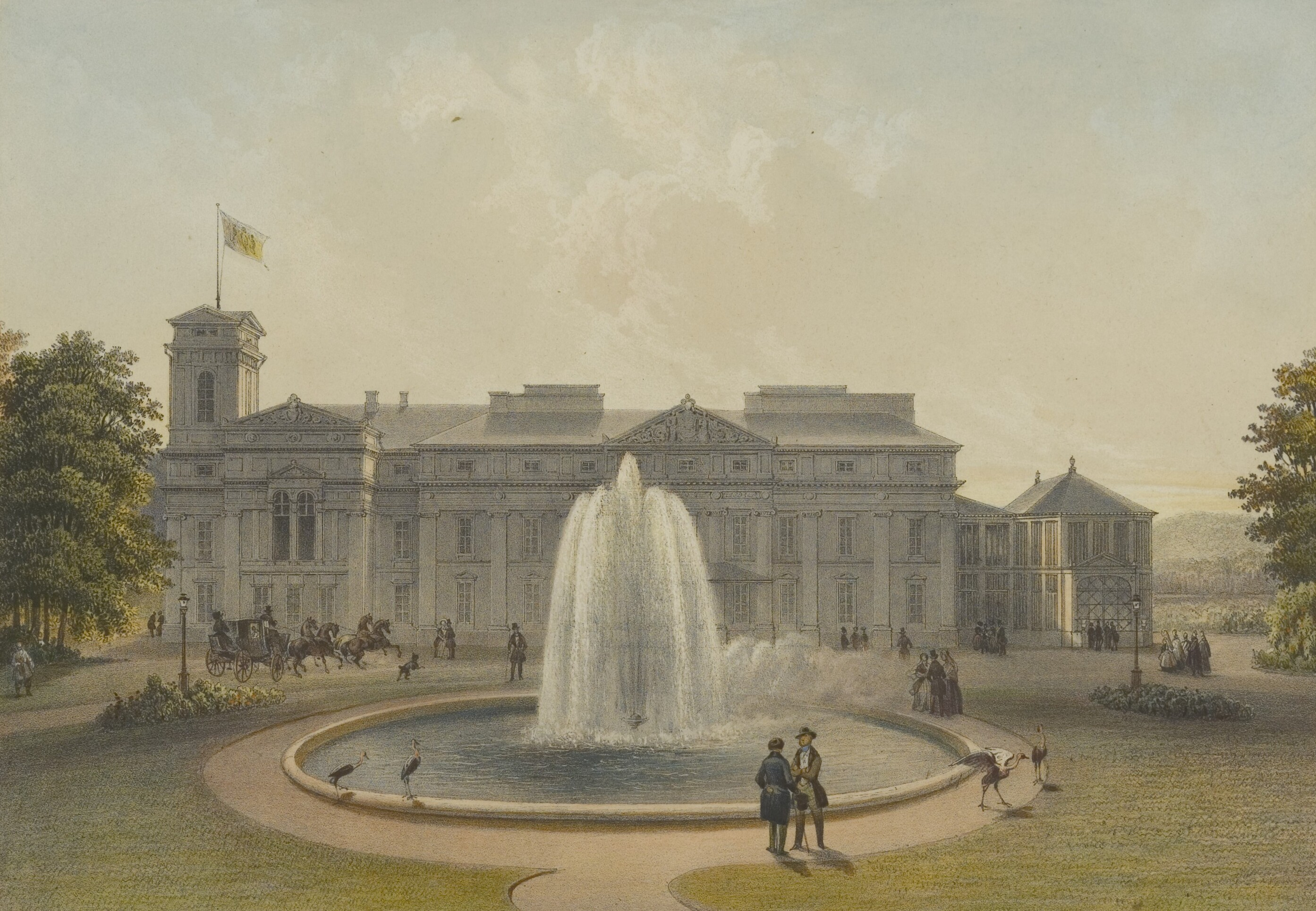
Вяркяйский дворец Витгенштейнов под Вильно

После свадьбы Витгенштейн со второй женой уехал во Францию и поселился в Париже, где вёл роскошный образ жизни. Французская революция 1848 года заставила их переехать в Германию, где в окрестностях Франкфурта-на-Майне они приобрели полуразрушенный замок Сайн, бывшее родовое поместье Сайн-Витгенштейнов, и построили новый красивый замок в неоготическом стиле.
В 1856 году князь Витгенштейн с супругой участвовал в торжествах по случаю коронации императора Александра II в Москве. В 1861 году прусский король Фридрих Вильгельм IV даровал им титул князей Сайн-Витгенштейн-Сайн. Счастливая вначале семейная жизнь князя Витгенштейна в конце была омрачена фанатическим увлечением жены католицизмом. Княгиня окружила себя епископами и клерикалами, а Лев Петрович поселил во флигеле своего замка любовницу-немку.
Последние годы своей жизни князь Витгенштейн провел в умопомешательстве, его возили как дитя в коляске. Для лечения он был перевезён в Канны, где 8 июня 1866 года скончался.

## Семья

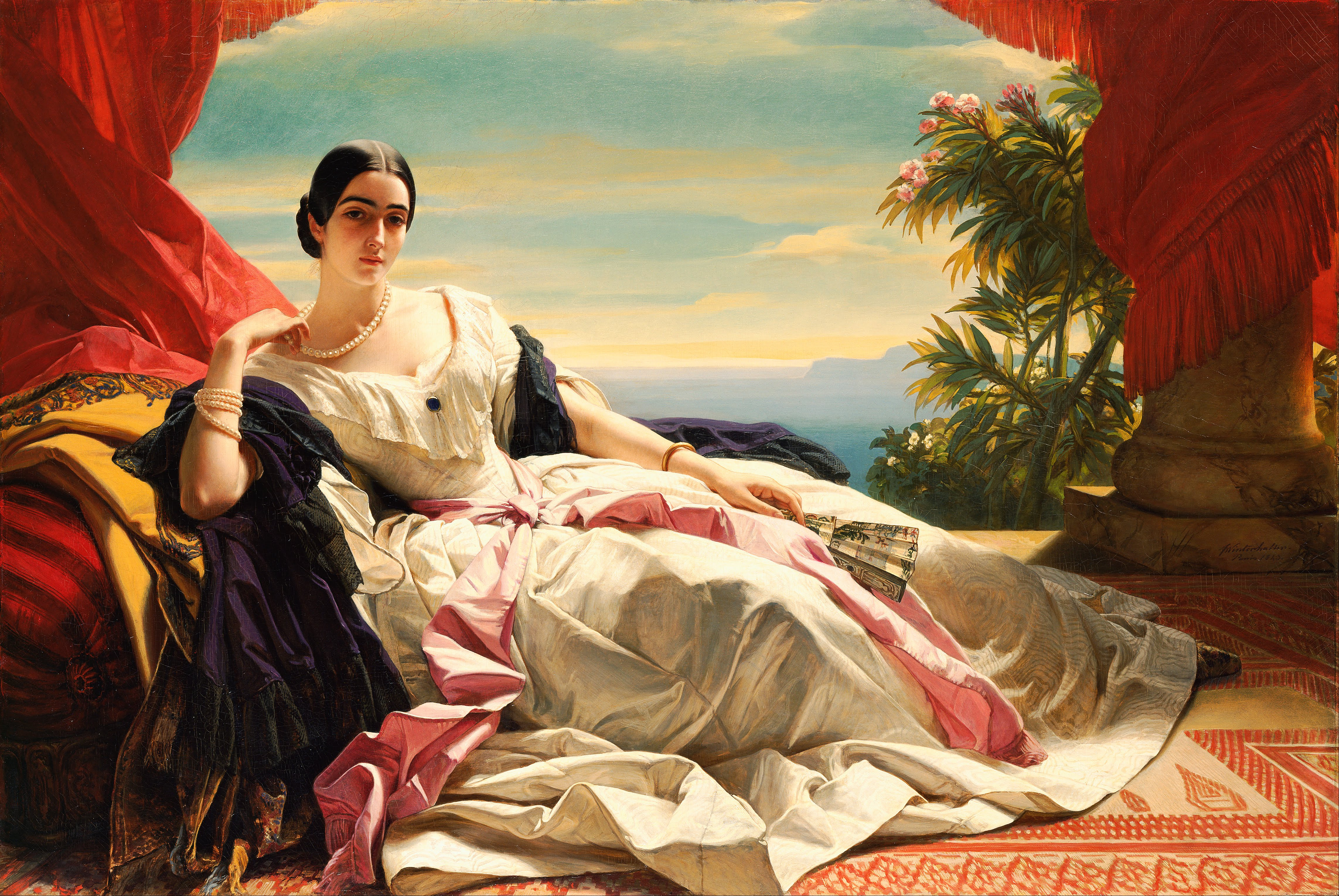
Леонилла Ивановна Витгенштейн. Художник Ф. Винтерхальтер, музей Гетти в Калифорнии

Первый князь Сайн-Витгенштейн-Сайн был женат дважды:
1. жена с 16 апреля 1828 года княжна Стефания Доминиковна Радзивилл (1809—1832), фрейлина императрицы Марии Фёдоровны, дочь и единственная наследница действительного камергера князя Доминика Радзивилла и Теофилии Моравской; умерла от скоротечной чахотки, оставив супругу двоих детей.
  - Мария (Антуанетта-Каролина-Стефания) Львовна (1829—1898), была замужем за князем Хлодвигом Гогенлоэ, рейхсканцлером Германской империи, наместником Эльзаса и Лотарингии.
  - Пётр (Пётр-Доминик-Людвиг) Львович (1832—1887), генерал-адъютант, генерал-лейтенант, умер бездетным.
2. жена с 22 октября 1834 года княжна Леонилла Ивановна Барятинская (1816—1918), фрейлина, дочь князя И. И. Барятинского и графини Марии Келлер. Крайне набожная с ранних лет, перешла с детьми в католичество.
  - Фёдор (Фридрих) Львович (1836—1909), майор на русской службе, в январе 1880 года отрекся от княжеского титула и принял имя графа фон Альтенкирхен, женившись на Вильгельмине Гаген.
  - Антуанетта Львовна (1839—1918), с 1857 года была замужем за Марио Киджи-Альбано Делла Ровере, князем Кампаньяно. Синьора Киджи достойно воспитала своих пятерых детей, один из которых — Людовик Киджи делла Ровере Альбани (1866—1951) стал одним из последних крупных представителей дома Киджи, великим магистром Мальтийского ордена.
  - Людвиг Львович (1843—1876), умер холостым.
  - Александр Львович (1847—1940), в 1883 году отказался от княжеского титула и принял имя графа фон Гохенбург, был женат три раза, в том числе на дочери знаменитого собирателя антиков герцога де Блакаса[англ.]; ныне род Сайн-Витгенштейн-Сайн возглавляет его правнук Александр (род. 1943).